# Мехмет Йозхасеки
Мехмет Йозхасеки (на турски: Mehmet Özhaseki) е турски политик от Партията на справедливостта и развитието. Бивш министър на околната среда и градоустройството. Той е бивш кмет на Кайсери.

## Биографии
Мехмет Йозхасеки е роден на 25 март 1957 г. в град Кайсери, Турция.
На проведените през 2019 г. местни избори в Турция е кандидат от Партията на справедливостта и развитието за кмет на Анкара, получава 47,12 % от гласувалите. Губи от кандидата на Републиканската народна партия Мансур Яваш, който получава 50,93 %.